# Aprostocetus caudatus
Aprostocetus caudatus är en stekelart som beskrevs av John Obadiah Westwood 1833. Aprostocetus caudatus ingår i släktet Aprostocetus och familjen finglanssteklar. Arten är reproducerande i Sverige. Inga underarter finns listade i Catalogue of Life.